# Klarewo
Klarewo (deutsch Klarashof) ist ein kleiner Ort in der polnischen Woiwodschaft Ermland-Masuren, der zur Gmina Biała Piska (Stadt- und Landgemeinde Bialla, 1938 bis 1945 Gehlenburg) im Powiat Piski (Kreis Johannisburg) gehört.

## Geographische Lage
Klarewo liegt im südlichen Osten der Woiwodschaft Ermland-Masuren, 21 Kilometer nordöstlich der Kreisstadt Pisz (deutsch Johannisburg).

## Geschichte
Der Weiler (polnisch Osada) wurde 1822 als Vorwerk gegründet und war bis 1945 in die Landgemeinde Drygallen (1938 bis 1945 Drigelsdorf, polnisch Drygały) integriert. Damit gehörte der kleine Ort zum Kreis Johannisburg im Regierungsbezirk Gumbinnen (ab 1905: Regierungsbezirk Allenstein) in der preußischen Provinz Ostpreußen.
In Kriegsfolge kam Klarashof 1945 mit dem gesamten südlichen Ostpreußen zu Polen und erhielt die polnische Namensform „Klarewo“. Heute ist es eine Ortschaft im Verbund der Stadt- und Landgemeinde Biała Piska im Powiat Piski, bis 1998 der Woiwodschaft Suwałki, seither der Woiwodschaft Ermland-Masuren zugehörig.

## Religionen
Bis 1945 war Klarashof in die evangelische Kirche Drygallen in der Kirchenprovinz Ostpreußen der Kirche der Altpreußischen Union sowie in die römisch-katholische Kirche Johannisburg im Bistum Ermland eingepfarrt.
Heute gehört Klarewo katholischerseits zur Pfarrei Drygaly im Bistum Ełk der Römisch-katholischen Kirche in Polen, während sich die evangelischen Einwohner zur Kirchengemeinde in Biała Piska halten, einer Filialgemeinde der Pfarrei Pisz in der Diözese Masuren der Evangelisch-Augsburgischen Kirche in Polen.

## Verkehr
Klarewo ist von Sulimy (Sulimmen) an der Woiwodschaftsstraße 667 aus über Zaskwierki (Jurgashof) zu erreichen.